# 蔵波城
蔵波城（くらなみじょう）は、千葉県袖ケ浦市蔵波にあった日本の城。

## 概要
蔵波城は、JR内房線長浦駅前の県道を隔てた東南高台地の山稜にあり、市原市椎津にある椎津城の出城の1つである。
同じく椎津城の出城である久保田城の南西2キロメートルの地点にある。

## 構造
東南西の3面が険しく西側が東京湾に面した山稜に築かれていたが、今は海側は埋め立てられ、山稜も宅地造成のため取り除かれてしまい平坦地になっている。城域の規模は、南北約150メートル、東西約120メートル、標高30メートルである。
縄張りの前面には密蔵院があって、荒野の面影をわずかに残している。寺の前面には蔵波川が流れて海に注ぎ、水堀となって城の正面となしていることは久保田城と同様である。海岸に沿って南西約5.5キロメートルのところに小櫃川が流れ、里見氏に対する防衛としての要害をなしている。

## 築城
久保田城と同様、椎津城（市原市椎津）の背後固めとして、武田信政（真里谷信政）が天文年間（1538年～1551年に築城したと考えられる。

### 蔵波砦址
『上総町村誌』
「北方字下ニ在リ、西方東京湾ニ臨ム、今松林ナリ、傳ヘ云フ、里見義堯砦ヲ城キ、近藤綱利大膳ヲシテ守ラシム　後北條氏の攻ムル所ト為リ砦陥イル」
『君津郡誌』
「長浦村蔵波の北方字下に在り、西方は東京湾に臨み東南西の三面は険しく地勢三層を為す、傳ヘ云ふ、里見義堯砦を城き近藤大膳綱利をして守らしむ、後北條氏の攻むる所と為り砦陥り綱利戦死し、其裔孫この地に潜匿して相継き今にして進藤氏と称すといふ。地理誌料伝蔵波砦里見義堯所置」

## 沿革
天文21年（1552年）11月4日の椎津合戦により、椎津城の武田信政が里見義堯、里見義弘に敗れた際、蔵波城も里見方に落ちたと思われる。「日本地理志料」巻十八には、「蔵波ノ砦ハ里見義堯ノ置キシ所」とあり、椎津合戦の際、里見軍が蔵波を陣城としたことがうかがえる。
その後、椎津城は里見氏と北条氏により争奪が繰り返されたが、天正期は椎津城や久保田城は北条氏の支配下となり、北条氏は里見支配領域との境目を押さえた重要な城として、原氏や高城氏、酒井氏といった有力武将たちに交代で城番を命じている。

## その他
密蔵院には、徳川家康が江戸城入城後に配置した旗本の鬼作左といわれた本多作左衛門の宝篋印塔がある。